# Рамон I (граф Пальярса)
Рамо́н I (исп. Ramón I) (умер в 920) — первый суверенный граф Пальярса и Рибагорсы (872—920), основатель Пальярсской династии.
Точное происхождение графа Рамона I не установлено. В современных ему документах он упоминается как сын некоего графа Лупа, которого большинство историков считает идентичным с графом Бигорра Лупом I Донатом, представителем Бигоррской династии. Возможно, Рамон был младшим сыном Лупа и отсутствие у него надежды на часть отцовского наследства заставило его покинуть графство Бигорр и искать себе владение в соседних землях, принадлежавших графам Тулузы, родственником которых по матери он, вероятно, был.
Предполагается, что в начале 870-х годов Рамон управлял Пальярсом и Рибагорсой от имени графа Тулузы Бернара II, хотя его титул в это время историкам неизвестен. В 872 году Бернар II был убит вассалом Бернара Плантвелю, после чего Бернар получил бо́льшую часть владений убитого. Однако в ряде областей Тулузского графства власть захватили местные феодалы. Среди них был и Рамон I, владениями которого стали Пальярс и Рибагорса. Никаких подробностей о том, как это произошло, в современных Рамону документах не сохранилось. Народные предания говорят, что он был призван местными жителями стать их графом, чтобы защитить эти земли от нападений мусульман.
Получив власть, Рамон I сразу же разорвал все вассальные отношения с графами Тулузы и их сюзеренами, королями Западно-Франкского государства. Чтобы противостоять попыткам правителей Тулузы возвратить себе Пальярс и Рибагорсу, Рамон I заключил договор о союзе с мусульманами из семьи Бану Каси, обладавшими обширными землями к югу от его владений. Также граф Пальярса и Рибагорсы заключил союз с королём Памплоны (Наварры) Гарсией II Хименесом, выдав за него замуж свою сестру Дадильдис.
В качестве союзника главы семьи Бану Каси, вали Туделы и Сарагосы Мухаммада I ибн Лубб, граф Рамон I оказался втянут в конфликт с эмиром Кордовы Мухаммадом I. Когда в 884 году Мухаммад I ибн Лубб, не надеявшийся удержать в своих руках Сарагосу, продал её за 15 000 динаров Рамону, тот так и не смог овладеть городом, который ещё до его прибытия сюда был занят кордовским военачальником Хасимом ибн Абд ал-Азизом.
С целью добиться полного суверенитета в своих владениях, Рамон I в 885—892 годах поддерживал раскол, который вызвали в епархиях Испанской марки действия неканонического епископа Урхеля Эсклуа, желавшего избавить каталонские епархии от влияния про-франкской митрополии с центром в Нарбонне. По просьбе Рамона, в 888 году Эсклуа восстановил Пальярсское епископство, прекратившее своё существование после арабского завоевания Пиренейского полуострова в начале VIII века, выделив для этого земли из Урхельской епархии. Епископом новой епархии, охватывавшей территорию графств Пальярс и Рибагорса, был посвящён Адульф. Несмотря на осуждение Эсклуа и его сторонников целым рядом соборов и признания ими своей вины, графу Рамону удалось сохранить существование Пальярсского епископства и после прекращения раскола. В последующие годы Рамон I также продолжал оказывать покровительство церквям и монастырям, находившимся в его владениях: в 903 и в 908 годах граф дал дарственные хартии монастырю Сан-Висент-де-Герри, а в 911 году, несмотря на требования епископа Урхеля Нантигиса, Фонткобертский собор епископов Нарбоннской митрополии постановил временно сохранить существование Пальярсской епархии.
О событиях правления графа Рамона I в 890-х годах почти ничего не известно. В одной из хартий арагонского происхождения сообщается, что в 893 году в графстве Арагон состоялась встреча нескольких правителей северной части Пиренейского полуострова. В ней приняли участие граф Арагона Галиндо II Аснарес, король Памплоны (Наварры) Фортун Гарсес, герцог Гаскони Гарсия II Санш, Альфонсо из Галисии, граф Пальярса и Рибагорсы Рамон I, а также бунтовавшие в это время против эмира Кордовы глава Бану Каси Мухаммад I ибн Лубб и вали Уэски Мухаммад ал-Тавиль. Историки предполагают, что на встрече обсуждались вопросы координации совместных действий её участников против Кордовского эмирата.

Каталонские графства в IX—XII веках

Примирение в 898 году мусульман из Бану Каси с эмиром Кордовы вызвало разрыв союзных отношений с ними всех христианских правителей Пиренейского полуострова. С 900 года начались ежегодные походы в принадлежавшие христианам земли нового главы Бану Каси, Лубба II ибн Мухаммада. Несмотря на возведение Рамоном I нескольких крепостей в приграничных с мусульманскими владениями районах, в 904 году войско мавров под командованием Лубба II ибн Мухаммада вторглось в Пальярс. Разорив почти всё графство, мавры взяли крепости Саррока-де-Бальера, Кастиссент и Мола-де-Баро. В Кастиссенте был пленён Исарн, старший сын и, вероятно, соправитель графа Рамона I. Общее число пленных составило 700 человек. Исарн был увезён в Туделу, где он провёл в заключении следующие 14 лет.
Особенно разорительными были вторжения Лубба II ибн Мухаммада в Наварру, король которой, Фортун Гарсес, был вынужден заключить мир с эмиром Кордовы и союз с Бану Каси. Это встревожило других правителей-христиан, и в 905 году возникла коалиция противников короля Фортуна, в которую вошли король Астурии Альфонсо III Великий, граф Пальярса и Рибагорсы Рамон I и его племянник, представитель династии Хименес Санчо Гарсес. Возглавляемое ими войско вторглось в Наварру, захватило Памплону и свергло короля Фортуна Гарсеса и его соправителя Иньиго II Гарсеса. На престол Наварры был возведён король Санчо I Гарсес, противник союза с мусульманами.
Несмотря на гибель в 907 году Лубба II ибн Мухаммада, нападения мусульман на христианские земли продолжились и в последующие годы. Главным противником христиан в это время был вали Уэски Мухаммад ал-Тавиль. Уже в 907 или 908 году он совершил поход против графа Рамона I, захватив центральные районы Рибагорсы и разрушив города Роду и Монтпедрос. В 909 году, в ответ на захват Рамоном I долины Исабена и крепостей Олиола, Понтс и Альгвайре, Мухаммад ал-Тавиль вновь совершил поход в Пальярс, а во время похода 910 года возвратил Олиолу, захватил Гвалтер и достиг Сео-де-Уржеля. В это время территория, контролируемая графом Рамоном I, ограничивалась лишь графством Пальярс. Только после гибели Мухаммада ал-Тавиля в 912 году Рамону удалось перейти в наступление на земли мусульман и к 916 году полностью восстановить свою власть над Рибагорсой. Ещё одной целью походов графа Пальярса и Рибагорсы была область Собрарбе, до середины IX века принадлежавшая графству Арагон. Легитимизации завоеваний Рамона в этих землях способствовал заключённый около этого времени брак его сына Берната с Тодой, дочерью последнего суверенного графа Арагона Галиндо II Аснареса. Однако до самой смерти графа Рамона I завоевание Собрарбе так и не было завершено. Также воины из Пальярса и Рибагорсы принимали участие в качестве союзников и в походах других христианских правителей: в начале 920 года сын графа Рамона, Бернат, вместе с королём Наварры Санчо I Гарсесом и Амрусом ибн Мухаммадом, сыном Мухаммада ал-Тавиля, участвовал в походе, во время которого войско союзников совершило нападение на Монсон и захватило у мусульман из Бану Каси округ Рураль (в долине Гальего).
Граф Рамон I умер в 920 году. После смерти все его владения были разделены между его сыновьями: Исарн I и Лопе I получили графство Пальярс, Бернат I и Миро — графство Рибагорса и Собрарбе.
Рамон I был женат два раза. «Кодекс Роды» называет его первой женой Гинигенту, дочь Аснара Дато. Детьми от этого брака были:
- Исарн I (умер в 948 или после 13 сентября 953) — граф Пальярса (920—948)
- Бернат I (умер в 950/956) — граф Рибагорсы (920—950/956)
- Лопе I (умер в 948) — граф-соправитель Пальярса (920—948). От брака с Готрудой[13] (умерла около 956/963), внебрачной дочерью графа Сердани Миро II, он имел пять детей: сыновей Рамона II, Борреля I, Сунийе I и Сунифреда, а также дочь Рихильду
- Миро (умер около 950 или 955) — граф-соправитель Рибагорсы (920—950/955)
- Ато (умер в 949 или 955) — епископ Пальярса (923—949/955).

Вторым браком (с около 904) Рамон I был женат на дочери Мутаррифа ибн Лубба из семьи Бану Каси. Детей в этом браке у графа не было.